# Campionati europei di ciclismo su strada 2018 - Cronometro maschile Elite
La cronometro maschile Elite dei Campionati europei di ciclismo su strada 2018, terza edizione della prova, si disputò l'8 agosto 2018 su un percorso di 45,7 km con partenza ed arrivo a Glasgow, nel Regno Unito. La medaglia d'oro fu appannaggio del belga Victor Campenaerts, il quale completò il percorso con il tempo di 53'38", alla media di 51,112 km/h; l'argento andò invece allo spagnolo Jonathan Castroviejo e il bronzo al tedesco Maximilian Schachmann.
Sul traguardo di Glasgow 34 ciclisti, su 34 partenti, portarono a termine la competizione.

## Ordine d'arrivo (Top 10)
| Pos. | Corridore               | Squadra       | Tempo   |
| ---- | ----------------------- | ------------- | ------- |
| 1    | Victor Campenaerts      | Belgio        | 53'38"  |
| 2    | Jonathan Castroviejo    | Spagna        | a 1"    |
| 3    | Maximilian Schachmann   | Germania      | a 28"   |
| 4    | Yves Lampaert           | Belgio        | a 31"   |
| 5    | Alex Dowsett            | Gran Bretagna | a 35"   |
| 6    | Ryan Mullen             | Irlanda       | a 41"   |
| 7    | Stefan Küng             | Svizzera      | a 45"   |
| 8    | Jos van Emden           | Paesi Bassi   | a 55"   |
| 9    | Rasmus Christian Quaade | Danimarca     | a 56"   |
| 10   | Dylan van Baarle        | Paesi Bassi   | a 1'04" |